# 1897 год в музыке

## События
- 13 января — посмертная премьера драматической оперы Эмманюэля Шабрие «Briséïs»
- 27 марта — провальная премьера Симфонии № 1 Сергея Рахманинова, дирижёр — Александр Глазунов
- 8 сентября — Густав Малер становится руководителем Венской государственной оперы и вынужден отречься от иудаизма и стать католиком[1]
- Джон Суза делает ранние фонографические записи рэгтаймов и кекуоков
- Скотт Джоплин публикует свои первые произведения
- Андре Мессаже становится директором Опера-Комик
- Ральф Воан-Уильямс учится и совершенствуется у Макса Бруха
- Новый театр в Бергамо переименовывают в Театр Доницетти
- Композитором Эноком Сонтонга сочинён национальный гимн Танзании «Mungu Ibariki Africa»[2]
- Александр Скрябин женится на пианистке Вере Ивановне Исакович[3]

## Классическая музыка
- Хуго Альвен — Симфония № 1
- Ферруччо Бузони — Концерт для скрипки
- Феликс Дрезеке — струнный квартет ля-мажор
- Поль Дюка — «Ученик чародея»
- Александр Маккензи — концерт для фортепиано
- Карл Нильсен — «Гимн любви»
- Николай Римский-Корсаков — Симфония № 2 «Антар»
- Артур Салливан — балет «Виктория и весёлая Англия»
- Александр Скрябин — соната для фортепиано № 2
- Асгер Хамерик — Симфония № 6 для струнного оркестра
- Александр фон Цемлинский — Симфония № 2
- Арнольд Шёнберг — струнный квартет ре-мажор
- Эрнест Шоссон — струнный квартет
- Рихард Штраус — «Весёлые проделки Тиля Уленшпигеля»
- Джордже Энеску — соната № 1 для скрипки и фортепиано ре-мажор, опус 2
- Август Энна — Концерт для скрипки с оркестром ре-мажор

## Опера
- Фредерик Делиус — «Коанга»
- Август Энна — «Девочка со спичками»
- Зденек Фибих — «Шарка»
- Вильгельм Кинцль — «Дон Кихот»
- Жюль Массне — «Сафо»
- Луиджи Манчинелли — «Эро и Леандро»

## Родились
- 2 января — Джейн Грин[англ.] (ум. 1931) — американская актриса и певица
- 10 января — Сэм Чэтмон (ум. 1983) — американский блюзовый гитарист и певец
- 22 января
  - Роза Понсель (ум. 1981) — американская оперная певица (сопрано)
  - Лесли Сарони[англ.] (ум. 1985) — британский певец, актёр и автор песен
- 27 февраля — Мариан Андерсон (ум. 1993) — американская оперная певица (контральто)
- 11 марта — Генри Коуэлл (ум. 1965) — американский композитор, пианист, музыкальный теоретик и педагог
- 26 марта — Дэвид Маккаллум-старший[англ.] (ум. 1972) — шотландский скрипач
- 28 марта — Херардо Родригес (ум. 1948) — уругвайский композитор, журналист, пианист и дирижёр
- 1 апреля — Люсиль Боган (ум. 1948) — американская певица и автор песен
- 17 апреля — Харальд Северуд (ум. 1992) — норвежский композитор
- 19 апреля — Вивьен Сигал (ум. 1992) — американская актриса и певица
- 2 мая — Джон Фредерик Кутс[англ.] (ум. 1985) — американский автор песен
- 14 мая — Сидней Беше (ум. 1959) — американский и французский джазовый кларнетист и саксофонист
- 29 мая — Эрих Вольфганг Корнгольд (ум. 1957) ― австрийский и американский композитор, дирижёр и педагог
- 3 июня — Мемфис Минни (ум. 1973) — американская блюзовая певица, гитаристка и автор песен
- 12 июня — Александр Тансман (ум. 1986) — польский и французский композитор, пианист и педагог
- 22 июня — Бюль-Бюль (ум. 1961) — советский и азербайджанский оперный певец (лирико-драматический тенор), музыковед-фольклорист и педагог
- 27 июня — Масео Пинкард[англ.] (ум. 1962) — американский композитор, поэт-песенник и издатель
- 4 августа — Эйб Лаймен[англ.] (ум. 1957) — американский музыкант и бэндлидер
- 29 августа — Хельге Росвенге (ум. 1972) — датский и немецкий оперный певец (тенор)
- 3 сентября — Франсиско Миньоне[порт.] (ум. 1986) — бразильский пианист, дирижёр и композитор
- 8 сентября — Джимми Роджерс (ум. 1933) — американский кантри-певец и гитарист
- 18 сентября
  - Пабло Соросабаль[исп.] (ум. 1988) — испанский композитор
  - Сэм Степт[англ.] (ум. 1964) — американский автор песен
- 11 октября — Лео Рейсман[англ.] (ум. 1961) — американский скрипач и бэндлидер
- 26 октября — Тиана Лемниц (ум. 1994) — немецкая оперная певица (сопрано)
- 2 ноября — Деннис Кинг (ум. 1971) — британский актёр и певец
- 12 ноября — Карл Маркс (ум. 1985) — немецкий композитор и музыкальный педагог
- 19 ноября — Бад Грин[англ.] (ум. 1981) — американский автор песен
- 20 ноября — Маргарет Сазерленд (ум. 1984) — австралийский композитор
- 1 декабря — Андреас Незеритис (ум. 1980) — греческий композитор, пианист и педагог
- 9 декабря — Гермиона Джинголд (ум. 1987) — британская и американская актриса и певица
- 18 декабря — Флетчер Хендерсон (ум. 1952) — американский пианист, руководитель оркестра, аранжировщик и композитор
- 30 декабря — Альфредо Браччи[итал.] (ум. 1976) — итальянский поэт-песенник, режиссёр, драматург и сценарист

## Скончались
- 10 февраля — Антонио Баццини (78) — итальянский скрипач, композитор и музыкальный педагог
- 23 февраля — Вольдемар Баргиль (68) — немецкий композитор и музыкальный педагог
- 25 февраля — Корнели Фалькон (83) — французская оперная певица (сопрано)
- 7 марта — Леонард Лабатт[швед.] (58) — шведский оперный певец (тенор)
- 3 апреля — Иоганнес Брамс (63) — немецкий композитор и пианист
- 8 апреля — Джордж Гарретт[англ.] (62) — британский органист и композитор
- 23 апреля — Клемент Харрис (25) — британский пианист и композитор
- 21 мая — Кароль Микули (77) — польский пианист, композитор, дирижёр и педагог
- 9 июня — Павел Пабст (43) ― немецкий и российский пианист, фортепианный педагог и композитор
- 18 июня — Франц Кренн (81) — австрийский композитор, музыкальный педагог и органист
- 1 августа — Гаэтано Антониацци[итал.] (71) — итальянский производитель скрипок
- 16 сентября — Эдвард Эдвардс[англ.] (80 или 81) — валлийский музыкант и композитор
- 20 сентября
  - Карел Бендль (59) — чешский музыкант, композитор и дирижёр
  - Гренвилл Дин Уилсон[англ.] (64) — американский пианист и композитор
- 11 октября — Леон Боэльман (35) — французский органист и композитор
- 6 ноября — Эдуар Дельдеве (80) — французский скрипач, композитор и дирижёр
- 14 ноября — Джузеппина Стреппони (82) — итальянская оперная певица (сопрано)
- 4 декабря — Адольф Нойендорф (54) — американский композитор, скрипач, пианист, дирижёр, оперный режиссёр и театральный менеджер немецкого происхождения